# باول روبنسون (لاعب كرة قدم أمريكية)
باول روبنسون (بالإنجليزية: Paul Robinson)‏ هو لاعب كرة قدم أمريكية أمريكي، ولد في 19 ديسمبر 1944 في توسان في الولايات المتحدة.

## وصلات خارجية
- باول روبنسون على موقع مرجع كرة القدم المحترفة.كوم (الإنجليزية)